# EA-4056
EA-4056は、化学兵器として開発されたカーバメート剤（神経ガス）である。